# Actinoporus elongatus
Actinoporus elongatus is een zeeanemonensoort uit de familie Aurelianiidae.
Actinoporus elongatus is voor het eerst wetenschappelijk beschreven door Carlgren in 1900.